# Теодад
Теодад (лат. Thiudahadus; око 480 - 536.), је био краљ Острогота од 534. до 536. године, један у низу варварских краљева Италије.
Рођен је у Тауресијуму, био је сестрић Теодорика Великог преко мајке Амалафриде. Стигао је у Италију са Теодориком Великим и био је врло стар у доба доласка на престо. Био је савладар рођаци Амаласунти од 534. до 535. године. Међутим издао ју је. Амаласунта је затворена и убијена, а Теодад тако долази на власт. Јустинијан I је као повод за рат против Гота узео убиство Амаласунте 535. године, наследнице Теодорика Великог. Амаласунта је била склопила пакт са Јустинијаном који је омогућавао царској војсци под вођством Велизара да искористи Сицилију као базу за поход против Вандала у Африци.
Теодада је убио Витигес 536. године (на почетку готског рата), који је потом изабран за краља.